# Діброва-І (заказник)
Дібро́ва-І — ботанічний заказник місцевого значення в Україні. Розташований у межах Прилуцького району Чернігівської області, на північ від села Маціївка. 
Площа 635 га. Статус присвоєно згідно з рішенням Чернігівського облвиконкому від 27.07.1975 року № 319; рішення від 27.12.1984 року № 454; рішення від 28.08.1989 року № 164. Перебуває у віданні ДП «Прилуцьке лісове господарство» (Ладанське лісництво, кв. 1-20). 
Статус присвоєно для збереження лісового масиву з цінними насадженнями дуба і клена.